# Den sista filmen
Den sista filmen (eng. The Last Movie) är en amerikansk långfilm från 1971 i regi av Dennis Hopper, med Dennis Hopper, Stella Garcia, Julie Adams och Tomas Milian i rollerna.

## Handling
En något förvirrad historia om en åldrig stuntman (spelad av den då 34-årige Hopper) som stannar kvar i en liten by i Peru efter att ett filmteam åkt därifrån. 

## Medverkande
- Dennis Hopper
- Stella Garcia
- Julie Adams
- Sylvia Miles
- Peter Fonda
- Henry Jaglom
- Michelle Phillips
- Kris Kristofferson

## Om filmen
Jämte Dennis Hopper medverkar bl.a. Peter Fonda och Michelle Philips (som Hopper var gift med i en vecka något efter att inspelningarna var avslutade). Hopper, närmast yr av framgångarna med Easy Rider, hade försökt få produktionsbolaget BBS att även finansiera denna film men intresset var svalt. Bert Schneider, som backat Hopper under inspelningen av Easy Rider, hade omdöme nog att inse hur förvirrad både Hopper och hans berättelse var. Hopper sökte efter andra finansiärer och hade turen att träffa på Ned Tanen, chefsproducent på Universal. Detta bolag var vid denna tid i desperat behov av en framgång hos den unga publiken och trodde att Hopper var mannen som skulle ordna den saken. 

### Inspelning
Man gav Hopper ganska fria händer och han åkte till Peru där en förvirrad och drogdimmig inspelning ägde rum. Många personer var dock intresserade av att jobba med filmen eftersom det även gav tillfälle att smuggla med sig kokain till USA. Då Hopper kom hem drog han ut på tiden med klippningen av filmen (precis som i fallet med Easy Rider) och ledningen på Universal blev mer och mer nervösa. Tanen har ingående beskrivit de bisarra händelserna vid denna tid. Bl.a. besökte han en kväll Hoppers hem men hamnade då mitt i en filmad orgie med 50 inbjudna kvinnor vilket var tänkt att ingå som scen i en dokumentär om Hopper.

### Mottagande
Vid en testvisning av Den sista filmen låg tystnaden efteråt tung i salen innan mannen som skötte projektorn torrt anmärkt: "den här filmen har verkligen fått rätt namn eftersom det kommer att bli den sista film som den här killen nånsin gör." Tanen försökte lansera filmen på colleges och gjorde en turné med Hopper, vilken slutade i totalt fiasko. Hopper buades ut, bombarderades med föremål och blev till och med slagen blodig av en ung kvinna som sålde popcorn. Filmen fick visserligen kritikerpriset vid filmfestivalen i Venedig men blev, allt som allt, en stor flopp som gick mindre än två veckor på biograferna i USA och förstörde Hoppers rykte för lång tid framåt. Även om filmen knappast är betydelsefull filmhistoriskt kom den dock att negativt påverka de oberoende regissörernas ställning i Hollywood. Filmbolagen blev hädanefter mer försiktiga.